# Hadrianopolis (Épire)
Hadrianopolis ou Hadrianoupolis (en grec ancien : Ἁδριανούπολις), est une ville de l'ancienne Épire et de l'Illyrie.

## Histoire
Fondée par l'empereur Hadrien, la cité est située sur la route d'Apollonia à Nicopolis, à peu près à mi-chemin entre ces deux villes. Elle est déplacée par Justinien Ier et appelée Justinianopolis (en) et devient l'une des villes du gouvernement de l'ancienne Épire et le siège d'un évêque. 
Le petit théâtre et d'autres vestiges dans la plaine en contrebas de Libohovë marquent la position de cette ville. Dix ou douze milles plus bas sur la rivière se trouvent les ruines d'une forteresse ou d'une petite ville de l'époque byzantine, appelée Dryinopolis. Ces vestiges sont d'une époque postérieure au théâtre, qui appartient au paganisme. Il est probable que lorsque Hadrianopolis tomba en ruines, Dryinopolis fut construite sur un autre emplacement et devint le siège de l'évêque. Hadrianopolis en Épire reste un siège titulaire de l'Église catholique romaine.
Le site est situé près de Sofratika (sq) (Dropull), en Albanie,.